# Château de Grisy
Le château de Grisy appelé aussi manoir de Grisy est un édifice situé sur le territoire de la commune de Vendeuvre dans le département français du Calvados.

## Localisation
Le monument est situé dans le département français du Calvados, à Vendeuvre, chemin vicinal 11, dans la vallée de la Dives.

## Historique
Il est attesté un seigneur de Grisy au XIIe siècle.
Le château actuel est construit à la fin du XVIe siècle et remanié au XVIIe siècle et au premier quart du XVIIIe siècle.
L'aile droite est datée du règne d'Henri II, la façade est essentiellement datée de celui de Louis XIII. La porte est refaite au début du XVIIIe siècle.
La famille protestante qui possède l'édifice s'enfuit pendant les Guerres de religion. Une autre famille doit fuir au moment de la Révolution française.
La même famille possède l'édifice depuis 1910.
L'édifice est utilisé par l'occupant allemand pendant la Seconde Guerre mondiale comme dépôt de carburant. Bien que bombardé le site n'est pas détruit et libéré au milieu du mois d'août 1944.
L'édifice fait l'objet d'une inscription comme monument historique par arrêté du 18 novembre 1953 : les façades et les toitures du château et des communs, l'escalier principal en ferronnerie, la pièce d'eau, la mare et le pré face à l'édifice font l'objet de la protection.
Le château fait l'objet de restaurations depuis les années 1980 et est ouvert aux visiteurs de début juillet à mi-août.

## Architecture
Le château est bâti en calcaire et pierre de Caen.